# Rona Island
Rona Island ist eine Insel im Lake Manapouri, der Region Southland, im Süden der Südinsel von Neuseeland.

## Geographie
Rona Island befindet sich im nordöstlichen Teil des Lake Manapouri rund 620 m östlich des Ufers des Sees und südöstlich der Calm Bay. Die Insel besitzt eine Länge von rund 1,15 km in Ost-West-Richtung und eine maximale Breite von rund 750 m in Nord-Süd-Richtung. Bei einer Seehöhe von 178 m ragt die Insel bis zu 154 m aus dem See heraus. Rona Island umfasst eine Fläche von insgesamt 55,7 Hektar.
Rund 1,2 km nordnordöstlich und rund 1,54 km südwestlich befinden sich mit Buncrana Island und Isolde Island zwei kleinere Nachbarinseln und rund 2,23 km südsüdwestlich ist die Insel Holmwood Island mit nachfolgen weiteren kleineren und größeren Inseln zu finden.
Die Insel ist bewaldet.